# Центральний банк М'янми
Центральний банк М'янми (бірм. မြန်မာနိုင်ငံတော်ဗဟိုဘဏ်) - центральний банк Республіки Союз М'янма.

## Історія
З 1886, після включення Бірми до складу Британської Індії, грошовою одиницею була індійська рупія. Банкноти в обіг випускалися урядом Британської Індії, а з 1935 — Резервним банком Індії. З 1937 банкноти для Бірми випускалися з наддруком «Законний платіжний засіб тільки в Бірмі». У Лондоні було створено Бірманське управління грошового обігу, якому було передано емісійні функції біля Бірми.
У період японської окупації вироблявся випуск окупаційних грошових знаків Японського уряду в рупіях. Маріонетковий уряд Бірми також випускав банкноти в рупіях.